# Сатурн (премія, 2021)
46-а церемонія вручення нагород премії «Сатурн» за заслуги в царині кінофантастики, зокрема в галузі наукової фантастики, фентезі та жахів за 2019-2020 рік, яка відбулася 26 жовтня 2021 року.

## Лауреати і номінанти
Нижче наведено повний список номінантів та переможців. Переможці виділені жирним шрифтом.

### Фільми
| Найкращий актор | Найкраща акторка |
| --- | --- |
| - Джон Девід Вашингтон — за роль головного героя у фільмі Тенет - Денієл Крейґ — за роль Бенуа Блана у фільмі Ножі наголо - Ґері Олдмен — за роль Германа Манкевича у фільмі Манк - Делрой Ліндо — за роль Павла у фільмі Da 5 Кров - Хоакін Фенікс — за роль Джокера у фільмі Джокер - Аарон Пол — за роль Джессі Пінкман у фільмі Ель Каміно - Юен Мак-Грегор — за роль Денні Торранса у фільмі Доктор Сон                                       | - Елізабет Мосс — за роль Сесілії Касс у фільмі Людина-невидимка - Шарліз Терон — за роль Енді у фільмі Стара гвардія - Наталі Портман — за роль Люсі Коли у фільмі Люсі в космосі - Марго Роббі — за роль Харлі Квін у фільмі Хижі пташки (та фантастична Харлі Квін) - Лю Іфей — за роль Мулан у фільмі Мулан - Дейзі Рідлі — за роль Реї у фільмі Зоряні війни: Скайвокер. Сходження - Ребекка Фергюсон — за роль Роуз Гат у фільмі Доктор Сон                                   |
| Найкращий актор другого плану | Найкраща акторка другого плану |
| - Білл Гейдер — за роль Річарда «Річі» Тозіера у фільмі Воно. Частина друга - Адам Драйвер — за роль Бен Соло / Кайло Рен у фільмі Зоряні війни: Скайвокер. Сходження - Кріс Еванс — за роль Г'ю Ренсом Драйсдейла у фільмі Ножі наголо - Єн Макдермід — за роль Шив Палпатін / Дарт Сідіус у фільмі Зоряні війни: Скайвокер. Сходження - Роберт Паттінсон — за роль Ніла у фільмі Тенет - Донні Єн — за роль командир Тунга у фільмі Мулан        | - Ана де Армас — за роль Марти Кабрера у фільмі Ножі наголо - Джеймі Лі Кертіс — за роль Лінди Драйсдейл у фільмі Ножі наголо - Джерні Смоллетт — за роль Чорної канарейки у фільмі Хижі пташки (та фантастична Харлі Квін) - Еллен Берстін — за роль Нани Холбрук у фільмі Люсі в космосі - Аманда Сайфред — за роль Меріон Дейвіс у фільмі Манк - Лінда Гамільтон — за роль Сари Коннор у фільмі Термінатор: Фатум - Зазі Бітц — за роль Софі Дюмонд у фільмі Джокер              |
| Найкращий молодий актор чи акторка | Найкращий сценарій |
| - Кайлі Карран — за роль Абри Стоун у фільмі Доктор Сон - Елла Джей Баско — за роль Кассандри Кейн у фільмі Хижі пташки (та фантастична Харлі Квін) - Джулія Баттерс — за роль Труді Фрейзер у фільмі Одного разу в… Голлівуді - Роман Гріффін Девіс — за роль Йоганнес «Джоджо» Бетцлер у фільмі Кролик Джоджо - Лексі Колкер — за роль Хлої Льюїс / Елеонори Рід у фільмі Потвори - Дж. Д. МакКрері — за роль молодого Сімби у фільмі Король Лев | - Квентін Тарантіно — Одного разу в… Голлівуді - Дж. Дж. Абрамс та Кріс Терріо — Зоряні війни: Скайвокер. Сходження - Майк Фленаган — Доктор Сон - Пон Чжун Хо та Хан Джин Вон — Паразити - Тодд Філліпс та Скотт Сільвер — Джокер - Лорен Хайнек, Рік Джаффа, Аманда Сільвер і Елізабет Мартін — Мулан - Крістофер Нолан — Тенет |
| Найкращий режисер | Найкращий костюм |
| - Дж. Дж. Абрамс — Зоряні війни: Скайвокер. Сходження - Квентін Тарантіно — Одного разу в… Голлівуді - Майк Фленаган — Доктор Сон - Лі Воннелл — Людина-невидимка - Джина Принс-Байтвуд — Стара гвардія - Крістофер Нолан — Тенет | - Біна Дайгелер — Мулан - Аріанна Філліпс — Одного разу в… Голлівуді - Альберт Вольський — До зірок - Мейс К. Рубео — Кролик Джоджо - Ерін Бенах — Хижі пташки (та фантастична Харлі Квін) - Майкл Каплан — Зоряні війни: Скайвокер. Сходження |
| Найкращий грим | Найкращі спецефекти |
| - Аманда Найт та Ніл Сканлан — Зоряні війни: Скайвокер. Сходження - Янта Голдберг, Шон Сансом та Шейн Зандер —Воно: Частина друга - Роберт Курцман та Бернадетт Мазур — Доктор Сон - Арьєн Туйтен та Девід Уайт — Чаклунка: Повелителька темряви - Б'янка Аппіс, Білл Корсо, Стівен Келлі, Денніс Ліддіард та Кевін Ягер — Білл і Тед - Норман Кабрера, Майк Елізальде та Майк Хілл — Страшні історії для розповіді у темряві                      | - Роджер Гайетт, Ніл Сканлан, Патрік Тубах та Домінік Туохі — Зоряні війни: Скайвокер. Сходження - Ніколас Брукс та Крісті Холлідж — Воно: Частина друга - Кен Еглі та Роберт Легато — Король Лев - Ерік Барба, Ніл Корбоулд, Вінод Гундре та Шелдон Стопсек — Термінатор: Фатум - Скотт Р. Фішер та Аллен Маріс — До зірок - Майк Чемберс, Скотт Р. Фішер, Ендрю Джексон та Ендрю Локлі — Тенет - Марк Хокер, Яель Мейджорс та Грег Стіл — Хижі пташки (та фантастична Харлі Квін) |
| Найкраща музика | Найкращий науково-фантастичний фільм |
| - Джон Вільямс — Зоряні війни: Скайвокер. Сходження - Томас Ньюман — 1917 - Аттікус Росс та Трент Резнор — Манк - Чон Чже Іл — Паразити - Нейтан Джонсон — Ножі наголо - Людвіг Йоранссон — Тенет | - Зоряні війни: Скайвокер. Сходження - Люсі в космосі - Термінатор: Фатум - До зірок - Двійник - Тенет |
| Найкращий пригодницький фільм або бойовик | Найкращий фентезійний фільм |
| - Мулан - Погані хлопці назавжди - Форсаж: Гоббс та Шоу - 1917 - Джентльмени - Ель Каміно | - Одного разу в… Голлівуді - Чаклунка: Повелителька темряви - Джуманджі: Наступний рівень - Відьми - Білл і Тед - Їжак Сонік - Король Лев |
| Найкращий фільм жахів | Найкращий анімаційний фільм |
| - Людина-невидимка - Доктор Сон - Страшні історії для розповіді у темряві - Сонцестояння - Гра в хованки - Воно: Частина друга - Чудний | - Уперед - Родина Адамсів - Шпигуни під прикриттям - Єті - Тролі 2: Світове турне - Крижане серце 2 |
| Найкращий фільм іноземною мовою | Найкраща робота художника-постановника |
| - Паразити - Вістлери - Соловей - Кролик Джоджо - Державні таємниці - Супутник | - Барбара Лінг — Одного разу в… Голлівуді - Патрік Татопулос — Чаклунка: Повелителька темряви - Рік Картер та Кевін Дженкінс — Зоряні війни: Скайвокер. Сходження - Ра Вінсент — Кролик Джоджо - Марк Фрідберг — Джокер - Натан Кроулі — Тенет |
| Найкращий монтаж | Найкращий незалежний фільм |
| - Боб Дюксей — Ножі наголо - Фред Раскін — Одного разу в… Голлівуді - Майк Фланаган — Доктор Сон - Ян Цзінь Мо — Паразити - Меріанн Брендон та Стефан Грубе — Зоряні війни: Скайвокер. Сходження - Дженніфер Лам — Тенет | - Зустріч - Мій янгол - Барва з позамежжя світу - Зависнути у Палм-Спрінгс - Володар - Потвори - Аеронавти |
| Найкращий трилер | Найкращий фільм з коміксів |
| - Ножі наголо - Da 5 Кров - Ідеальна брехня - Ірландець - Манк - Неграновані коштовності | - Джокер - Хижі пташки (та фантастична Харлі Квін) - Бладшот - Нові мутанти - Стара гвардія |

### Телебачення
| Найкращий науково-фантастичний телесеріал | Найкращий фантастичний телесеріал |
| --- | --- |
| - Зоряний шлях: Дискавері (Paramount+) - Доктор Хто (BBC America) - Загублені у космосі (Netflix) - Пандора (The CW) - Зоряний шлях: Пікар (Paramount+) - Виховані вовками (HBO Max) - Край «Дикий Захід» (HBO) | - Заради всього людства (Apple TV+) - Ключі Локків (Netflix) - Темний кристал: Доба опору (Netflix) - Чужоземка (Starz) - Сутінкова зона (Paramount+) - Чарівники (SyFy) |
| Найкращий телеактор | Найкраща телеакторка |
| - Патрік Стюарт — Зоряний шлях: Пікар (Paramount+) за роль Жан-Люк Пікара - Боб Оденкірк — Краще подзвоніть Солу (AMC) за роль Сола Ґудмена - Джонатан Мейджорс — Країна Лавкрафта (HBO) за роль Аттікуса Фрімена - Майк Колтер — Зло (CBS) за роль Девід Акоста - Генрі Кавілл — Відьмак (Netflix) за роль Ґеральта із Рівії - Грант Гастін — Флеш (The CW) за роль Баррі Аллена / Флеш - Сем Г'юен — Чужоземка (Starz) за роль Джеймі Фрейзера                                | - Катріна Балф — Чужоземка (Starz) за роль Клер Фрейзер - Ріа Сіхорн — Краще подзвоніть Солу (AMC) за роль Кім - Тенді Ньютон — Край «Дикий Захід» (HBO) за роль Мейв Міллей - Реджина Кінг — Вартові (HBO Max) за роль Анжели Абар - Мелісса Бенойст — Супердівчина (CBS) за роль Супердівчини - Сонеква Мартін-Грін — Зоряний шлях: Дискавері (Paramount+) за роль Майкл Бернем - Кендіс Паттон — Флеш (The CW) за роль Айріс Вест                         |
| Найкращий телеактор другого плану | Найкраща телеакторка другого плану |
| - Даг Джонс — Зоряний шлях: Дискавері (Paramount+) за роль Сару - Річард Ренкін — Чужоземка (Starz) за роль Роджера Вейкфілда - Джонатан Бенкс — Краще подзвоніть Солу (AMC) за роль Майка Ермантраута - Тоні Далтон — Краще подзвоніть Солу (AMC) за роль Лало Саламанка - Норман Рідус — Ходячі мерці (AMC) за роль Деріл Діксон - Люк Вілсон — Старґерл (The CW) за роль Пета Дугана / S.T.R.I.P.E. - Майкл Емерсон — Зло (CBS) за роль Ліланда Таунсенда                    | - Даніель Панабейкер — Флеш (The CW) за роль Кейтлин Сноу - Мелісса Мак-Брайд — Ходячі мерці (AMC) за роль Керол Пелетьєр - Тесса Томпсон — Край «Дикий Захід» (HBO) за роль Шарлотти Хейл - Колбі Мініфіе — Бійтеся ходячих мерців (AMC) за роль Вірджинії - Наташа Деметріу — Що ми робимо у тінях (FX) за роль Наді - Синтія Еріво — Аутсайдер (HBO) за роль Голлі Ґібні - Софі Скелтон — Чужоземка (Starz) за роль Брианни Рендалл                       |
| Найкраща телепрезентація | Найкраща гостьова телероль |
| - Мандалорець (Disney+) - Привиди маєтку Блай (Netflix) - Дракула (Netflix) - Дивовижні історії (Apple TV+) - Перрі Мейсон (HBO) - Темні матерії (HBO) | - Джон Краєр — Супердівчина (The CW) за роль Лекса Лютора - Кейт Малгрю — Містер Мерседес (Audience) за роль Альма Лейн - Джанкарло Еспозіто — Мандалорець (Disney+) за роль Моффа Ґідеона - Марк Гемілл — Чим ми займаємося в тінях (FX) за роль Джима - Джеффрі Дін Морган — Ходячі мерці (AMC) за роль Калетка Уокера - Джері Райан — Зоряний шлях: Пікар (Paramount+) за роль Сьомої з дев'яти - Біллі Портер — Сутінкова зона (Paramount+) за роль Кіта |
| Найкращий молодий актор чи акторка в телесеріалі | Найкращий супергеройський телесеріал |
| - Брек Бессінджер — Старґерл () за роль Кортні Вітмор / Старґерл - Кессіді МакКлінсі — Ходячі мерці (AMC) за роль Лідії - Ерін Моріарті — Хлопаки (Prime Video) за роль Зіронька / Енні Дженьюері - Іза Бріонес — Зоряний шлях: Пікар (Paramount+) за роль Даж / Соджі - Медісон Лінтц — Детектив Босх (Prime Video) за роль Меделін «Медді» Босх - Максвелл Дженкінс — Загублені у космосі (Netflix) за роль Вілла Робінсона - Фрейя Аллан — Відьмак (Netflix) за роль Цірілли | - Хлопаки (Prime Video) - Академія Амбрелла (Netflix) - Вартові (HBO Max) - Бетвумен (The CW) - Флеш (The CW) - Супердівчина (The CW) - Старґерл (The CW) |
| Найкраща презентація потокового медіа | Найкращий телесеріал жахів |
| - Енола Голмс (Netflix) - Безмежна ніч (Prime Video) - Ширлі (Hulu) - Евакуація (Netflix) | - Ходячі мерці (AMC) - Чим ми займаємося в тінях (FX) - Країна Лавкрафта (HBO) - Бійтеся ходячих мерців (AMC) - Зло (CBS) - Крипове шоу (Shudder) - Дім з прислугою (Apple TV+) |
| Найкращий телесеріал бойовик-трилер | Найкращий анімаційний телесеріал |
| - Краще подзвоніть Солу (AMC) - Крізь сніг (TNT) - Пенніворт (Epix) - Касл-Рок (Hulu) - Джек Раян (Prime Video) - Рівердейл (The CW) - Аванпост (The CW) | - Зоряні війни: Війни клонів (Disney+) - Кінь БоДжек (Netflix) - Сім'янин (Fox) - Сімпсони (Fox) - Первісний (Adult Swim) - Рік та Морті (Adult Swim) |

### Домашня колекція
| Найкращий фільм 4K | Найкраща колекція DVD фільмів |
| --- | --- |
| - Ножі наголо - Війна світів - Флеш Гордон (Обмежене видання) - Шалений Макс - Сяйво - Апокаліпсис сьогодні (40-річчя видання) - Альфред Гічкок (Колекція класики) - Щелепи (45-річчя) | - Ґодзілла: Фільми епохи Шоу, 1954—1975 (The Criterion Collection) - Гамера (Повна колекція) - Альфред Гічкок (Британська міжнародна колекція фільмів) - Ебботт і Костелло (Повна універсальна колекція зображень) - Лорел і Гарді (Остаточна реставрація) - Карел Земан (Три фантастичні подорожі) - Політ (Колекція) |
| Найкращий DVD класичний фільм | Найкращий телевізійний DVD-реліз |
| - Доктор Циклоп (Спеціальне видання) - Подвиги Геракла: Геракл у царстві тіней (Спеціальне видання) - Робот-поліцейський (Режисерська версія) - 4D людина (Спеціальне видання) - Війна світів (The Criterion Collection) - Чарівний меч (Спеціальне видання) - День, коли спалахнула земля (Спеціальне видання) | - Крипшоу (перший сезон) - Бак Роджерс у 25 столітті (Повна колекція) - Сімпсони (сезон 19) - Бібліотекарі (Повна колекція) - Аутсайдер (Перший сезон) - Місія нездійсненна (Оригінальний серіал) - Шазам! (Повна серія живих дійств)                                                                                  |

### Особливі нагороди
| Нагорода                                                | Лауреати          |
| ------------------------------------------------------- | ----------------- |
| Премія за кар'єру (Life Career Award)                   | • Майкл Грускоф   |
| Премія Дена Кертіса (Dan Curtis Legacy Award)           | • Ерік Уоллес     |
| Премія Візіонеру (The Visionary Award)                  | • Майк Фланаган   |
| Нагорода за досягнення (Special Achievement Award)      | • Девід Кіршнер   |
| Премія Прожектор (Television Spotlight Award)           | • Простір         |
| Премія Роберта Форстера (Robert Forster Artist's Award) | • Крістофер Ллойд |